# Rusinka
Vlatko Ilievski é uma canção do cantor Vlatko Ilievski. Ele representou a Macedónia no Festival Eurovisão da Canção 2011 na segunda semi-final, terminando em 16º lugar com 36 pontos, não conseguindo passar á final.

## Letra
A letra explica que o cantor é da Macedónia e a sua namorada da Rússia. Como não a entende, vai começar a aprender russo.